# ألبيرتون (محطة مترو أنفاق لندن)
ألبيرتون (بالإنجليزية: Alperton)‏ هي إحدى محطات مترو أنفاق لندن. تقع على خط بيكاديلي أفتتحت في المنطقة (Zone) رقم 4 أفتتحت في 28 يونيو 1903.